# I’m a King Bee
I’m a King Bee — блюзовая песня, написанная и впервые исполненная американским музыкантом Слимом Харпо (настоящее имя — James Moore) в 1957 году. После этого песня многократно исполнялась разными исполнителями, в числе которых британские группы Rolling Stones и Pink Floyd, а также Мадди Уотерс, Grateful Dead, The Doors и другие.
В 2008 была включена в Зал славы «Грэмми».

## Известные исполнения
Слим Харпо
Оригинальная версия песни в исполнении автора Слима Харпо была издана в виде сингла в марте 1957 года американским лейблом Excello Records. Историк блюза Жерар Хержафт (Gerard Herzhaft) считает, что эта песня была написана под влиянием творчества таких известных блюзовых исполнителей, как Мемфис Минни, Бо Картер, Мадди Уотерс и Мелвин Джексон (Melvin Jackson).
По словам музыкального критика (Richie Unterberger), она представляет собой «превосходный образец свомп-блюза в стиле R&B, с ленивым очарованием и слегка лукавым, зловещим подтекстом».
The Rolling Stones
Обработка этой песни вошла в дебютный альбом британской группы Rolling Stones, изданный 16 апреля 1964 года лейблом Decca Records в Великобритании и 30 мая 1964 года под названием England’s Newest Hit Makers лейблом London Records в США. Эта композиция открывает первую из трёх пластинок-сборников группы Rolling Stones, вышедших в серии «Архив популярной музыки» в СССР в 1988-1989 годах.
Pink Floyd
Группа под названием «The Tea Set», которая вскоре стала называться «The Pink Floyd Sound» и затем — Pink Floyd, записала свою версию этой песни в декабре 1964 года. По воспоминаниям Ника Мейсона, это была первая демо-запись группы, в ней принимал участие гитарист Радо Клоуз, вскоре покинувший группу, но не участвовал Ричард Райт. Спустя много лет, уже после прекращения существования Pink Floyd, эта запись была издана на мини-альбоме 1965: Their First Recordings (2015) и в бокс-сете The Early Years 1965–1972 (2016).
Мадди Уотерс
Мадди Уотерс включил свою версию этой песни в качестве открывающей композиции в свой последний студийный альбом King Bee (1981), записанный с участием известного блюзового гитариста Джонни Винтера.